# Distichophyllum brevicuspidatum
Distichophyllum brevicuspidatum là một loài Rêu trong họ Hookeriaceae. Loài này được E.B. Bartram mô tả khoa học đầu tiên năm 1957.